# محمد رزق الله
محمد رزق الله (مواليد 8 أكتوبر 1942) هو ملاكم سوداني، مثّل بلاده في الألعاب الأولمبية الصيفية 1960.

## روابط خارجية
محمد رزق الله على موقع أوليمبيديا (الإنجليزية)